# Hochstellung
Die Hochstellung ist ein graphisches Gestaltungsmittel im Schriftsatz, bei dem Buchstaben oder Zahlen gegenüber dem normalen Text hochgestellt werden. Genauer gesagt ist sie ein Schriftattribut, das einem Zeichen eine besondere Position (erhöht gegenüber der Grundlinie) und Größe (in der Regel verkleinert) gibt.
Wenn eine Hochstellung erfolgt, wird die Schriftgröße von den meisten Textverarbeitungssystemen und Formelsatzprogrammen bereits automatisch angepasst, also verkleinert.

## Erstellung, Eingabe
- In HTML und der Wikipedia Syntax wird hoch gestellter Text, auch Superskript, mit Hilfe der Tags <sup> und </sup> erstellt; <sup>Hoch</sup> ergibt Hoch.
- In TeX’ math-Modus, der auch in MediaWiki benutzt wird, werden Hochstellungen mit Hilfe des Zeichens Caret (^) erstellt: $X^{ab}$ ergibt {\displaystyle X^{ab}}.
- In TeX’ text-Modus werden Hochstellungen mit dem Befehl \textsuperscript{} erstellt.
- Auf vielen X11-Systemen lassen sich hochgestellte Zahlen (und einige andere Zeichen, wie beispielsweise Klammern) erzeugen, indem man versucht, ein Zirkumflex auf diese zu setzen, also durch Eingabe von ^ gefolgt von der gewünschten Zahl bzw. dem gewünschten Zeichen. ^ gefolgt von 7 ergibt beispielsweise ⁷.

## Verwendung

### Beispiele in deutschsprachigen Texten
- Bei mathematischen Formeln oder der  Exponentialdarstellung besonders großer oder kleiner Zahlen (Beispiel: 109 oder 10−7) wird der Exponent durch Hochstellung gekennzeichnet. Auch physikalische Größen wie etwa Quadratmeter (m²) und Kubikmeter (m³) nutzen die Hochstellung.
- Bei Zeitangaben werden die Minuten von den Stunden entweder durch einen Punkt, Doppelpunkt oder durch Hochstellung abgehoben. Beispiel: 16.30 Uhr, 16:30 oder 1630 Uhr.
- Hinweise auf Fußnoten, Endnoten oder Quellenangaben werden in einem Text auch oft durch Hochstellung einer Zahl dargestellt. Wenn es maximal drei Fußnoten in einem Text sind, können sie auch durch Sternchen und/oder Langdoppelkreuz anstelle einer Zahl gekennzeichnet werden.

### Beispiele in anderen Sprachen
- Im Englischen wird bei Ordnungszahlen oft eine Hochstellung verwendet: 1st, 2nd, 3rd, 4th, …
- Selbiges im Spanischen und Italienischen: Hier wird dazu ein º bzw. ª (für die weibliche Form) hinter die entsprechende Zahl geschrieben. Im Spanischen wird zusätzlich ein Abkürzungspunkt verwendet (1.º, 1.ª, 2.º, 2.ª usw.) und statt 1.º wird vor Substantiven auch 1.er verwendet.
- Im Französischen, aber auch im Spanischen und in anderen Sprachen wird bei Abkürzungen oft eine Hochstellung verwendet: nº (französisch: numéro), Sr.ª (spanisch: Señora)